# University of Bristol
Die University of Bristol (deutsch Universität Bristol; lateinisch Universitas Bristoliensis) ist eine staatliche Universität in der englischen Stadt Bristol ([ˈbrɪstɫ]).

## Geschichte

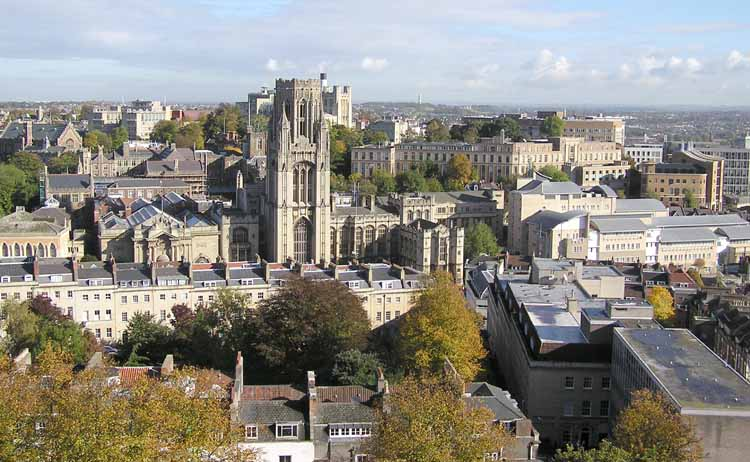
Innerstädtischer Universitätscampus mit dem Wills Memorial Building in der linken Bildmitte, aufgenommen vom Cabot Tower

Die Universität Bristol geht auf das 1876 in Bristol gegründete University College of Bristol zurück, ein Ableger der Universität London. Es war vor allem den lokalen bildungspolitischen Bemühungen und finanziellen Aufwendungen des Bristoler Kaufmanns und Unternehmers Henry Overton Wills zu verdanken, dass diesem College am 4. Dezember 1909 durch den britischen König Edward VII. der Status einer Universität anerkannt wurde. Wills wurde erster Kanzler der Universität und ihm zu Ehren ist das Wills Memorial Building errichtet worden, ein Turm, der das Bild der Stadt maßgeblich prägt.
Im Gegensatz zu den elitären und ständischen englischen Universitäten der frühen Neuzeit gehört die Universität Bristol zu einer Reihe viktorianischer und bürgerlicher Universitäten (englisch: civil universities), welche – im Geiste der Humboldt-Universität zu Berlin oder des University College London – eher eine stärkere fachbezogene Fach- und Persönlichkeitsbildung förderten. Die Universität bestand damals lediglich aus den Fakultäten für Medizin und Ingenieurwissenschaften. Heute gehört die Universität zu den renommiertesten Großbritanniens mit einem hervorragenden Ruf insbesondere in Geographie und den Ingenieurwissenschaften.
Das Wappen enthält den Beginn von Psalm 124 Nisi quia dominus – Wenn der Herr nicht..., das Motto entstammt dem Werk von Quintus Horatius Flaccus (Oden 4,4,33-34): Doctrina sed vim promovet insitam – Doch die Lehre bringt die innewohnende Kraft vorwärts.

## Fakultäten

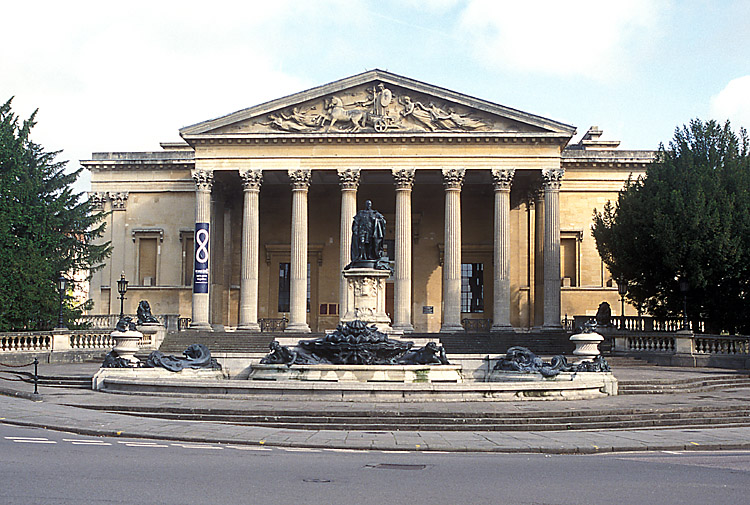
Die sog. Victoria Rooms von 1845 beherbergen heute die Abteilung Musik der geisteswissenschaftlichen Fakultät

Die Universität Bristol ist mit Stand 2021 in sechs Fakultäten gegliedert:
- Fakultät für Geisteswissenschaften  (Arts), dazu zählen auch die Sprachwissenschaften
- Fakultät für Ingenieurwissenschaften  (Engineering), einschließlich Informatik
- Fakultät für Medizin (Health Sciences), dazu gehört auch die Tiermedizin
- Fakultät für Lebenswissenschaften  (Life Sciences), einschließlich Biologie und Biochemie
- Fakultät für Naturwissenschaften  (Science), darunter Chemie und Physik
- Fakultät für Sozial- & Rechtswissenschaften (Social Sciences and Law)

## Bekannte Absolventen und Dozenten
- Hans Bethe (1906–2005), deutsch-US-amerikanischer Physiker, Nobelpreis für Physik (1967)
- Rose Bracher (1894–1941), britische Botanikerin
- Derek Briggs (* 1950), irischer Paläontologe
- Julius Carlebach (1922–2001), deutsch-britischer Rabbiner
- Katy Carmichael (* 1971), britische Schauspielerin
- Richard Dalitz (1925–2006), australischer Physiker
- Paul Dirac (1902–1984), britischer Physiker, Nobelpreis für Physik (1933)
- Martin Göpfert (* 1968), deutscher Biologe und Zoologe
- Peter Haggett (1933–2025), britischer Anthropogeograph
- Hannes Leitgeb (* 1972), österreichischer Mathematiker und Philosoph
- Steven Mead (* 1962), britischer Euphoniumspieler
- Nevill Francis Mott (1905–1996), englischer Physiker
- Donald H. Perkins (1925–2022), britischer Experimentalphysiker
- Harold Pinter (1930–2008), britischer Theaterautor und Regisseur, Nobelpreis für Literatur (2005)
- Cecil Powell (1903–1969), englischer Atomphysiker, Nobelpreis für Physik (1950)
- William Ramsay (1852–1916), schottischer Chemiker, Nobelpreis für Chemie (1904)
- Chris Stringer (* 1947), britischer Paläoanthropologe
- Matthew Warchus (* 1966), englischer Theater- und Filmregisseur
- Simon Pegg (* 1970), britischer Schauspieler

## Zahlen zu den Studierenden
Von den 27.375 Studenten des Studienjahrens 2019/2020 waren 15.155 weiblich und 12.190 männlich. 18.445 Studierende kamen aus England, 215 aus Schottland, 1.300 aus Wales, 190 aus Nordirland und 1.355 aus der EU. 20.035 der Studierenden strebten 2019/2020 ihren ersten Studienabschluss an, sie waren also undergraduates. 7.340 arbeiteten auf einen weiteren Abschluss hin, sie waren postgraduates.
2005 hatte die Universität rund 16.000 Studenten und 1.500 wissenschaftliche Angestellte. 2014/2015 waren unter den 21.555 Studenten 11.475 Frauen und 10.070	Männer.

## Sonstiges
Die Universität ist Mitglied der Russell- und der Coimbra-Gruppe.